# Етта Джеймс
Джемісетта Гокінс (англ. Jamesetta Hawkins; 25 січня 1938 — 20 січня 2012), відома як Етта Джеймс (англ. Etta James) — американська блюзова та R&B співачка. Входить до списку 100 великих артистів всіх часів. Трикратна володарка премії «Ґреммі», лауреатка спеціальної премії Американської академії звукозапису за досягнення всього життя (2003). Удостоєна зірки на Голлівудській алеї слави.

## Біографія
Джемісетта Гокінс народилася 25 січня 1938 року в Лос-Анджелесі. Її матері, афроамериканці Дороті Гокінс, на той момент було всього 14 років. Батько залишився невідомий, хоча сама Дороті стверджувала, що ним був знаменитий більярдист Рудольф Вандерон.
Уже у 5 років Гокінс почала співати у церковному хорі Лос-анджелеської баптистської церкви. Там же її навчанням співу зайнявся директор церковного хору Джеймс Ерл Хайнс.
1950 року вона з матір'ю переїхала до Сан-Франциско, де незабаром разом з двома дівчатками зі школи створила музичне тріо. Їх виступи не залишилися непоміченими, і 1952 року вони потрапили на прослуховування до керівника джаз-оркестру Джонні Отісу. Отісу сподобався їх спів і Етта Джеймс, проти бажання своєї матері, разом з гуртом поїхала до Лос-Анджелеса для запису їх пісень. Отіс також придумав назву для їх гурту — «The Peaches» («Персики»). 1955 року тріо виконало пісню «The Wallflower», яка стала хітом № 1 на чартах R&B. Незабаром після цього успіху Етта Джеймс пішла з тріо і зайнялася сольною кар'єрою. До кінця 1950-х вона випустила ряд синглів, завдяки яким привернула до себе увагу музичних продюсерів.
1960 року Етта Джеймс підписала контракт з компанією «Chess Records», і через рік випустила свій дебютний альбом «At Last!», три сингли з якого «At Last», «Don 't Cry, Baby» і «Trust in Me» одразу ж потрапили до Тор 10 соул-чарта.
Її альбом 1963 «Etta James Rock's the House» також багато у чому допоміг розвитку її кар'єри, досягнувши висот в американському білборді. До середини десятиліття Етта Джеймс стала однією з найуспішніших виконавиць R&B. 1967 року вона випустила альбом «Tell Mama», який зайняв високі позиції у чартах R&B, а через час був визнаний класикою жанру. Весь цей час співачка продовжувала працювати з «Chess Records», записуючи нові альбоми. Поступово у її репертуарі, крім звичних R&B і блюзу, стали з'являтися рок-композиції.

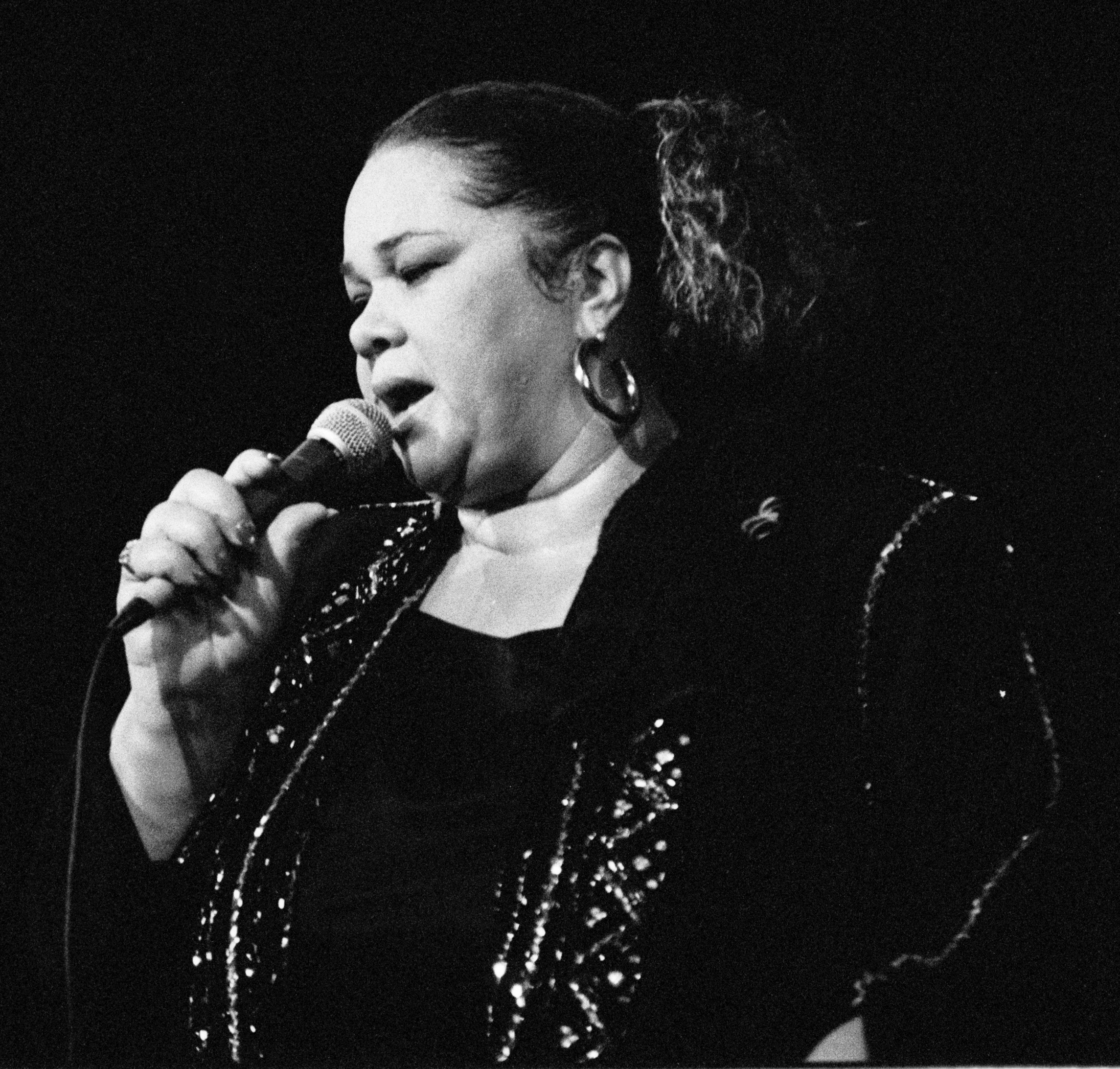
Ета Джеймс 1990 року

З кінця 1970-х і до середини 1980-х у кар'єрі Етти Джеймс спостерігається невеликий застій. Співачка стала вживати наркотики, кілька разів кидала їх, а потім все починалося заново. Хоча вона все ще випускала альбоми, вони швидше за все були жалюгідною пародією на її успішну творчість у 1960-ті.
З середини 1980-х Етта Джеймс почала повертатися у музику. Яскравим прикладом став її альбом 1988 року «Seven Year Itch». У 1990-ті вона продовжувала випускати нові альбоми, які сильно змінилися за стилями та жанрами. У неї з'являється багато джазових і соул-композицій.
До кінця 1990-х в Етти Джеймс виникли проблеми зі здоров'ям. Вона сильно набрала вагу, з'явилися проблеми з коліном, стала менш рухливою та часто користувалася інвалідним кріслом. 2003 року перенесла операцію з метою зниження ваги (шлункове шунтування), внаслідок якої схудла зі 180 до 75 кг і знову змогла виступати.
2003 року у неї з'явилася зірка на Голлівудській алеї слави. 2004 року, згідно з журналом «Rolling Stone», вона посіла 62 місце у списку 100 великих артистів всіх часів. За роки своєї музичної кар'єри співачка тричі ставала володаркою премії «Ґреммі», а 2003 року їй була вручена спеціальна премія Американської академії звукозапису за досягнення всього життя.
2008 року Бейонсе виконала роль Етти Джеймс у фільмі «Кадиллак Рекордс».
У січні 2010 року Ета Джеймс була госпіталізована з інфекційним захворюванням, викликаним метіціллінрезістентним стафілококом. Тоді ж її син Джеймс повідомив, що 2009 року у неї була діагностована хвороба Альцгеймера.
Етта Джеймс не з'являлася на публіці з січня 2010 року, а 14 січня 2011 їй діагностована лейкемія. Її чоловік Артіс Міллс, що прожив з нею понад 40 років, намагається відсудити право на розпорядження майном (понад 1 мільйона доларів), яке Етта Джеймс в лютому 2008 року довірила своїм синам Джеймсу і Саметто, а також Крісті, дружині Джеймса. У листопаді 2011 року у світ вийшов останній альбом співачки «The Dreamer». Співачка померла від лейкемії 20 січня 2012 в каліфорнійському місті Ріверсайд у віці 73 років.

## Дискографія
| Рік  | Альбом                                       | R&B альбоми в США | Поп-альбоми в США | Топ-блюз альбоми |
| 1961 | At Last!                                     | —                 | #68               | -                |
| 1962 | Second time around                           | —                 | —                 | -                |
| 1963 | Etta James Top Ten                           | —                 | #117              | -                |
| 1964 | Etta James Rocks the House                   | —                 | #96               | -                |
| 1968 | Tell Mama                                    | #21               | #82               | -                |
| 1973 | Etta James                                   | #41               | #154              | -                |
| 1974 | Come a Little Closer                         | #47               | —                 | -                |
| 1997 | Her Best                                     | —                 | —                 | #13              |
| 1997 | Love's Been Rough on Me                      | —                 | —                 | #6               |
| 1998 | 12 Songs of Christmas                        | —                 | —                 | #5               |
| 1998 | Life, Love and the Blues                     | —                 | —                 | #3               |
| 1999 | The Best of Etta James: 20th Century Masters | —                 | —                 | #3               |
| 1999 | The Heart of a Woman                         | —                 | —                 | #4               |
| 2006 | The Definitive Collection                    | —                 | —                 | #1               |
| 2006 | All the Way                                  | —                 | —                 | -                |
| 2011 | The Dreamer                                  | —                 | —                 | -                |